# Lipnica
Lipnica és un poble polonès situat al comtat de Bytów i el voivodat de Pomerània. És documentat per primera vegada al segle xiv. El 2023 tenia 5.153 habitants.